# Savannsiska
Savannsiska (Crithagra mozambica) är en fågel i familjen finkar inom ordningen tättingar. Den förekommer naturligt i stora delar av Afrika, men har även införts till och etablerat populationer på flera platser världen runt.

## Utseende och läte
Savannsiskan är en vanlig, flocklevnade fröätande fink. Den adulta hanen har grön rygg och bruna vingar och stjärt. Den är gul på undersida och övergump, liksom på huvudet med grått på hjässa och nacke och ett svart strupesidesstreck. Honan liknar hanen men huvudteckningen är mindre markant och undersidan mattare färgad. Ungfågeln är gråare än honan, framför allt på huvudet. Sången beskrivs som ett "zee-zeree-chereeo".

## Utbredning och systematik
Savannsiska delas in i tio underarter med följande utbredning:
- Crithagra mozambica caniceps – Senegal till Kamerun (i söder till Benue)
- Crithagra mozambica punctigula – Kamerun (i norr till Toukte, Grand Capitaine och Koum)
- Crithagra mozambica tando – Gabon till norra Angola och sydvästra Kongo-Kinshasa, infördes i São Tomé
- Crithagra mozambica vansoni – sydostligaste Angola och näraliggande Namibia till norra Botswana, sydväst Zambia
- Crithagra mozambica barbata – södra Tchad, Centralafrikanska republiken, västra Sudan, västra och södra Sydsudan, östra Kongo-Kinshasa, Uganda, sydvästra Kenya och centrala Tanzania
- Crithagra mozambica samaliyae – sydöstra Kongo-Kinshasa till sydvästra Tanzania och intilliggande Zambia
- Crithagra mozambica grotei – sydöstra Sudan (öster om Nilen), östra Sydsudan samt södra och sydvästra Etiopien
- Crithagra mozambica gommaensis – Eritrea samt nordvästra och centrala Etiopien
- Crithagra mozambica mozambica – kustnära Kenya och Mafiaön till Zimbabwe, Moçambique, östra och sydöstra Botswana och nordöstra Sydafrika (Nordvästprovinsen och Limpopoprovinsen till Fristatsprovinsen
- Crithagra mozambica granti – östra Sydafrika (Mpumalanga och KwaZulu-Natal söderut till Östra Kapprovinsen), östra Swaziland och södra Moçambique

Fågeln har även etablerat frilevande populationer på Mauritius, La Réunion och Puerto Rico samt i Seychellerna och Hawaiiöarna.

### Släktestillhörighet
Tidigare placerades den i släktet Serinus, men DNA-studier visar att den liksom ett stort antal afrikanska arter endast är avlägset släkt med till exempel gulhämpling (S. serinus).

## Levnadssätt
Savannsiskan häckar naturligt i öppet skogslandskap och jordbruksbygd. Den bygger ett kompakt skålformat bo i ett träd och lägger tre till fyra ägg däri.

## Status och hot
Arten har ett stort utbredningsområde och en stor population, men tros minska i antal som en följd av insamling för burfågelindustrin. Den minskar dock inte tillräckligt kraftigt för att den ska betraktas som hotad. Internationella naturvårdsunionen IUCN kategoriserar därför arten som livskraftig (LC). Världspopulationen har inte uppskattats men den beskrivs som vanlig till lokalt mycket vanlig.